# Guerre entre la France et le Trarza
La guerre entre la France et le Trarza est un conflit survenu au nord de l'actuel Sénégal entre les forces du nouvel émir du Trarza, Mohamed al-Habib, et celles de la France de Charles X et de l'ultra comte de Villèle.
En 1825, Mohamed tenta de prendre le contrôle du royaume du Waalo (situé au sud du fleuve Sénégal), alors protégé par la France. À Dagana, le 18 juin 1833, l'émir prit pour épouse Ndjeumbeut Mbodj, la linguère (l'héritière) de ce royaume. La France envoya un important corps expéditionnaire qui mit en déroute l'armée de Mohamed. Le 30 août 1835, un traité fut signé entre le gouverneur du Sénégal Louis Pujol (dont le territoire se limitait alors essentiellement aux îles de Saint-Louis et de Gorée) et Mohamed al-Habib, qui renonce au trône du Waalo pour lui-même et pour les descendants de son union avec Ndieumbeutt Mbodj.
Cette guerre incita la France à se développer au nord du fleuve.